# پینتسه‌هی
پینتسه‌هِی (به مجاری:  Pincehely) یک شهرداری در مجارستان است که در ناحیه تاماشی واقع شده‌است. پینتسه‌هی ۵۰٫۱۴ کیلومتر مربع مساحت و ۲٬۵۶۹ نفر جمعیت دارد.